# هيونداي غراندور
هيونداي أزيرا هي سيارة سيدان تم تسويقها من قبل شركة هيونداي منذ عام 1986 وتم تصميم أربعة اجيال .

## الجيل الأول 1986-1992
بيع الجيل الأول من أزيرا علي علامة Mitsubishi Debonair وكان المحرك آن ذاك ذا قوة 2.0 لتر، وفي عام 1991 ظهرت السيارة بمحرك 6 اسطوانات وذو قوة 3.0 لتر لينافس سيارة Daewoo Imperial.

## الجيل الثاني 1992-1998
وكان هذا الجيل منتج من شركة ميتسوبيشي حين كان التعاون بين الشركتين قوياً حيث كانت شركة ميتسوبيشي مسؤولة عن المحرك بينما شركة هيونداي مسؤولة عن الهيكل الخارجي بدأ، إنتاج السيارة خلال شهر سبتمبر 1992 وتوقف الإنتاج خلال عام 1998.
وكان ياتي هذا الجيل بالمحركات التالية
2.0 لتر
2.5 لتر
3.0 لتر
3.5 لتر
حيث قدمت شركة ميتسوبيشي الدعم الكامل في صناعة محركات 3.0 و 3.5 لتر في حين أن شركة هيونداي لم تكن لديها الاستطاعة الكاملة في صناعة محركات بهذا الحجم الكبير، ولم يتم تصدير هذا الجيل الثاني من أزيرا خارجياً

## الجيل الثالث 1998-2005
الجيل الثالث والذي انتشر بشكل كبير بالشرق الأوسط ولكن على اسم آخر فكان اسمها قراندور وكانت جدا فاخره بالنسبة لفئتها وكان لا يأتي الا بمحرك v6

## الجيل الرابع 2006-2011
الجيل الرابع حيث اتى باسم ازيرا 2006 إلى 2011 والذي انتشر بشكل كبير وكان هذا التصميم مشابه جدا لتصميم السوناتا وكان البعض يسميها سوناتا الفاخرة
مما تميزت به بمواصفات رفاهية كنظام السلامة والثبات والقوة والعزم والرفاهية ويوجد الآن طراز 2015
ويوجد منها 3 فئات وهما كالاتي
Q 270 بسعة 2.7لتر
EX 330 يسعة 3.3لتر
LIMITED بسعة 3.8لتر

## المبيعات
مبيعات السيارة في السوق الأمريكية منذ عرض سيارة أزيرا في السوق الأمريكية في عام 2000 كانت مبيعات السيارة في تصاعد مستمر حتي عام 2008 وبعد ذلك عانت من انخفاض كبير في المبيعات.
جدول مبيعات أزيرا في السوق الأمريكية فقط
| 2000  | 2001   | 2002   | 2003   | 2004   | 2005   | 2006   | 2007   | 2008   | 2009  |
| ----- | ------ | ------ | ------ | ------ | ------ | ------ | ------ | ------ | ----- |
| 2,004 | 17,884 | 16,666 | 17,928 | 16,630 | 17,645 | 26,833 | 21,948 | 14,461 | 3,808 |
| 2010  | 2011   | 2012   | 2013   | 2014   | 2015   | 2016   | 2017   | 2018   | 2019  |
| 3,051 | —      | —      | —      | —      | —      | —      | —      | —      | —     |